# São Vicente e Granadinas nos Jogos Pan-Americanos
São Vicente e Granadinas competiu em cada edição dos Jogos Pan-Americanos desde a décima-primeira edição do evento em 1991. Até Toronto 2015, São Vicente e Granadinas havia ganho apenas duas medalhas, no Atletismo..
Eswort Coombs com a medalha de bronze, no jogos de 1995, em Mar do Prata, na corrida de 400 metros, levou a bandeira de São Vicente e Granadinas ao pódio pela primeira vez, a segunda foi com Kineke Alexander, nos 400 metros femininos, em Toronto. São Vicente e Granadinas não enviaram representantes aos Jogos Pan-Americanos de Inverno de 1990, em Las Leñas, na Argentina

## Quadro de Medalhas e participação
| Ano   | Sede           | Gold | Silver | Bronze | Total |
| ----- | -------------- | ---- | ------ | ------ | ----- |
| 1991  | Havana         | 0    | 0      | 0      | 0     |
| 1995  | Mar do Prata   | 0    | 0      | 1      | 1     |
| 1999  | Winnipeg       | 0    | 0      | 0      | 0     |
| 2003  | Santo Domingo  | 0    | 0      | 0      | 0     |
| 2007  | Rio de Janeiro | 0    | 0      | 0      | 0     |
| 2011  | Guadalajara    | 0    | 0      | 0      | 0     |
| 2015  | Toronto        | 0    | 0      | 1      | 1     |
| Total | Total          | 0    | 0      | 2      | 2     |